# Patrizia Gianni
Patrizia M. Gianni (1952) é uma matemática italiana, especializada em álgebra computacional. É conhecida por sua pesquisa inicial em bases de Gröbner, incluindo sua descoberta do algoritmo FGLM para alterar ordenações monomiais em bases de Gröbner, e por seu desenvolvimento dos componentes do sistema de álgebra computacional Axiom sobre polinômios e funções racionais.
Gianni é professora de álgebra no departamento de matemática da Universidade de Pisa. Obteve uma laurea na Universidade de Pisa e trabalhou para a IBM Research, bem como para a Universidade de Pisa.